# جون بور وليامز
جون بور وليامز (بالإنجليزية: John Burr Williams)‏ هو اقتصادي أمريكي، ولد في 27 نوفمبر 1900 في الولايات المتحدة، وتوفي بنفس المكان في 15 سبتمبر 1989.